# Impasse Croix-de-Régnier
L'impasse Croix-de-Régnier est une voie située dans le 4e arrondissement de Marseille.

## Situation et accès
Elle débute au carrefour formé par la rue Devilliers, la rue Chape, la rue Merentie et le cours Franklin-Roosevelt et se termine en impasse.

## Origine du nom
Son nom vient d’une croix dressée sur la propriété d’un certain Régnier.

## Historique
A l’angle de cette impasse et de la rue de Villers se trouve la maison personnelle construite par l’architecte Gaston Castel.